# اویگن کلپفر
اویگن کلپفر (انگلیسی: Eugen Klöpfer؛ ۱۰ مارس ۱۸۸۶ – ۳ مارس ۱۹۵۰) هنرپیشه اهل کشور آلمان بود.

## قسمتی از فیلمشناسی
- هوس -۱۹۲۱
- موش‌های صحرایی -۱۹۲۱
- خاک سوزان -۱۹۲۲
- تبعید -۱۹۲۳
- خیابان -۱۹۲۳
- شب سال نو -۱۹۲۴
- ۱۹۱۴ -۱۹۳۱
- ویلیام تل -۱۹۳۴
- زوس یهودی -۱۹۴۰